# Vermilacinia
Vermilacinia is een geslacht van korstmossen behorend tot de familie Ramalinaceae. De typesoort is Vermilacinia combeoides. Later is deze soort hernoemd naar Niebla combeoides.

## Soorten
Volgens Index Fungorum bevat het geslacht 5 soorten (peildatum januari 2023):
| Soortnaam               | Auteur(s)                  | Publicatiejaar |
| ----------------------- | -------------------------- | -------------- |
| Vermilacinia breviloba  | Spjut & Sérus.             | 2020           |
| Vermilacinia granulans  | (Sipman) R. Spjut & Sérus. | 2020           |
| Vermilacinia lacunosa   | Spjut & Sérus.             | 2020           |
| Vermilacinia pustulata  | Spjut & Sérus.             | 2020           |
| Vermilacinia reticulata | Spjut & Sérus.             | 2020           |